# Jorge Aguilar
Jorge Roberto Aguilar Mondaca (* 8. ledna 1985 Santiago de Chile) je chilský profesionální tenista. V roce 2001 byl spolu s Guillermem Hormazábalem a Carlosem Riosem členem reprezentačního týmu, který se stal mistrem světa v kategorii družstev do šestnácti let.
V singlu Davis Cupu debutoval 8. března 2010 proti Izraeli, když porazil Harela Leviho 7–6, 6–1. Den předtím odehrál čtyřhru s Paulem Capdevillou, ve které v pěti setech podlehli zkušenému izraelskému páru Jonatan Erlich a Andy Ram. V červenci 2010 nastoupil ve čtvrtfinále soutěže do dvouhry proti České republice v Coquimbu.
Na okruhu ATP k létu 2010 nevyhrál žádný turnaj, v rámci okruhu ITF zvítězil ve 13 turnajích dvouhry.
Na žebříčku ATP byl pro dvouhru nejvýše klasifikován na 194. místě (21. června 2010).